# 벤자민 프랭클린 (드라마)
《벤자민 프랭클린》(영어: Franklin)은 애플 TV+에서 2024년 4월 12일부터 5월 17일에 걸쳐 공개한 미국의 전기 드라마이다. 벤저민 프랭클린의 삶을 다룬 작품으로, 배우 마이클 더글러스가 벤자민 프랭클린 역을 맡았다.

## 출연진
- 마이클 더글러스 - 벤저민 프랭클린 역
- 노아 주프 - 윌리엄 템플 프랭클린 역
- 마르크 뒤레 - 무슈 브리용 역
- 뤼디빈 사니에 - 안 루이즈 브리용 드 주이 역
- 티보 드 몽탈랑베르 - 샤를 그라비에 역
- 대니얼 메이스 - 에드워드 밴크로프트 역
- 아사드 부아브 - 피에르 보마르셰 역
- 에디 마산 - 존 애덤스 역
- 잔 발리바르 - 안카트린 드 리니빌 / 마담 헬베티우스 역
- 테오도르 펠르랭 - 질베르 뒤 모티에 역
- 존 홀링워스 - 데이비드 스토몬트 경 역